# Elke Werry
Elke Werry (* 1957 in Ludwigshafen am Rhein) ist eine deutsche Kunsthistorikerin und Filmemacherin.

## Werdegang
Elke Werry studierte nach dem Abitur ab 1976 an der Universität Heidelberg Kunstgeschichte, Geschichte und Germanistik. Nach ihrem Abschluss als M. A. 1981 wurde sie bei Peter Anselm Riedl mit einer Monographie über den deutschen Künstler Mathias Goeritz promoviert.
Während des Studiums wirkte sie als Mitarbeiterin des Journalisten Hans-Jürgen Weineck. Sie absolvierte eine zweijährige praktische Filmausbildung bei einer Filmproduktionsfirma und lernte von Kameraleuten den Umgang mit der 16-mm-Filmkamera. Seit 1985 arbeitet sie als Autorin, Regisseurin, Kamerafrau und Produzentin für Fernsehdokumentationen und Dokumentarfilme.
Werry war Mitgesellschafterin bei der Produktionsfirma Feature filmstudio (1983–2000) und bei Along Mekong Productions (1992–2012). Ihre Auftraggeber waren öffentlich-rechtliche Sendeanstalten wie ZDF, SWR, WDR und Arte, aber auch Institutionen wie zum Beispiel Brot für die Welt, Diakonie Katastrophenhilfe und GIZ. Schwerpunkte ihrer Arbeit sind kulturelle Filme in fernen Ländern. Von 1999 bis 2011 produzierte sie im Rahmen der Produktionsfirma Along Mekong Productions 28 Folgen der Sendereihe Schätze der Welt – Erbe der Menschheit. Zwölf Folgen dieser Reihe realisierte sie als Autorin und Regisseurin in Ghana, Usbekistan, Nepal, Nordkorea und Sri Lanka.
Seit 2013 arbeitet Werry an Stoffentwicklungen für Fernsehformate und als Filmmentorin für junge Nachwuchskräfte. 2017 veröffentlichte sie 16:9 – Fürs Fernsehen in die Ferne, Reportagen und Einblicke in den Entstehungsprozess von Dokumentarfilmen.
Werry ist mit dem Fotografen Thomas Petri verheiratet und lebt in Heidelberg.

## Filmographie (Auswahl)
- 1986: Wie Schwestern – Frauen in einem griechischen Dorf (ZDF, Regie und Produktion)
- 1987: Durch das Tor zum Gelben Drachen. Dokumentation in China, Toura d’Or Filmpreis für nachhaltigen Tourismus
- 1988: Viva Mathias! Mathias Goeritz – ein Portrait (ARD, Inter Nationes, Regie und Produktion)
- 1990: Das Rätsel von Nevali Çori – Steinzeitkultur am Euphrat (ARD, IWF, Produktion und Kamera)[7]
- 1992–1995: Mekong – Flußportrait von der Quelle bis zur Mündung (4 Folgen, Along Mekong in Koproduktion mit SWF, BR und WDR, Produktion, teilweise Kamera, Regie Teil 2 Laos)
- 1996: Neues aus Troja (ARD, Abenteuer Wissenschaft, Kamera, Autorin, Produktion)
- 1997: Reis vom Reißbrett (ARD, Produktion, Co-Autorin, Kamera)
- 1998: 360° – Die GEO-Reportage „Denken Frauen anders“, „Lichtkunst-Kunstlicht“, (arte, Autorin)
- 1999: Libyen – Reise in ein unbekanntes Land (2 Folgen, ARD, Produktion und Kamera)[8]
- 2000: Drei Wege nach Samarkand  (3 Folgen, ARD, Produktion und Kamera)
- 2001: Drachenbootrennen in China (ARD, Autorin, Produktion)
- 2002: Indien Maritim  (3 Folgen, ARD, Produktion und Kamera)
- 2003: 360° – Die GEO-Reportage: Mission Nordkorea  (arte/ARD, Kamera, Co-Autorin, Produktion)[9]
- 2005: Reinhold Messner in der Mongolei bei den Tuwa-Nomaden (ARD, Autorin, Regie und Produktion)
- 2005: Laos – Wassertaxi zur Königsstadt (arte/ARD, Kamera, Produktion)
- 2011: Marco Polo Reloaded  (5 Folgen, Arte/SWR, Produktion)
- 2014: Asien feiert – Naadam in der Mongolei[10] und Macau/China  (2 Folgen, ARD, Autorin und Regie)
- 2016: Basare der Welt – Folge Jerusalem, Folge Teheran (Stoffentwicklung für Serie, ARD, 2 Folgen, Autorin und Regie)[1]
- 2017: Galeries Lafayette, Paris (ARD, arte, Autorin und Regie)
- 2019: Dokumentation über die Zisterzienser in Frankreich (arte/ARD, Autorin und Regie)

## Schriften
- Mathias Goeritz (1915–1990). Monographie mit Werkverzeichnis. Zugl. Dissertation Universität Heidelberg 1992. Tuduv Verlagsgesellschaft, München 1994, ISBN 978-3-8316-7493-0.
- 16:9 – Fürs Fernsehen in die Ferne. Reportagen vom Filmemachen. Mühlbeyer Filmbuchverlag, Frankenthal 2017, ISBN 978-3-945378-45-8.